# Арденнская операция (1914)
Арденнская операция 21 — 23 августа 1914 года — сражение на Западном фронте Первой мировой войны. Завершилось победой германской армии и отходом французских войск, являлось частью Пограничного сражения 1914 года.
С началом Пограничного сражения, противоборствующие войска двигались навстречу друг другу. В результате этого с 21 августа завязались ожесточённые встречные бои.
В Арденнах боевые действия происходили между 3-й и 4-й французскими армиями и 4-й и 5-й германскими армиями. Наиболее ожесточённые сражения развернулись в двух оперативных районах: у Лонгви и на реке Семуа. Бои у Лонгви завязались с 22 августа, в этих боях 3-я французская армия была разбита 5-й германской армией и с 25 августа начала отход на линию Монмеди и южнее. Вследствие утомлённости и расстройства войск обеих сторон бои с 26 августа приостановились. На реке Семуа бои между 4-й французской и 4-й германской армиями также начались с 22 августа, несмотря на преимущество, 4-я французская армия понесла тяжёлые потери в людях и материальной части и отошла в исходное положение за реку Семуа, а 24 августа на реку Маас.